# Ve législature du Parlement écossais
La Ve législature du parlement écossais est un cycle du Parlement écossais qui débute en mai 2016 et se termine en mai 2021.

## Composition

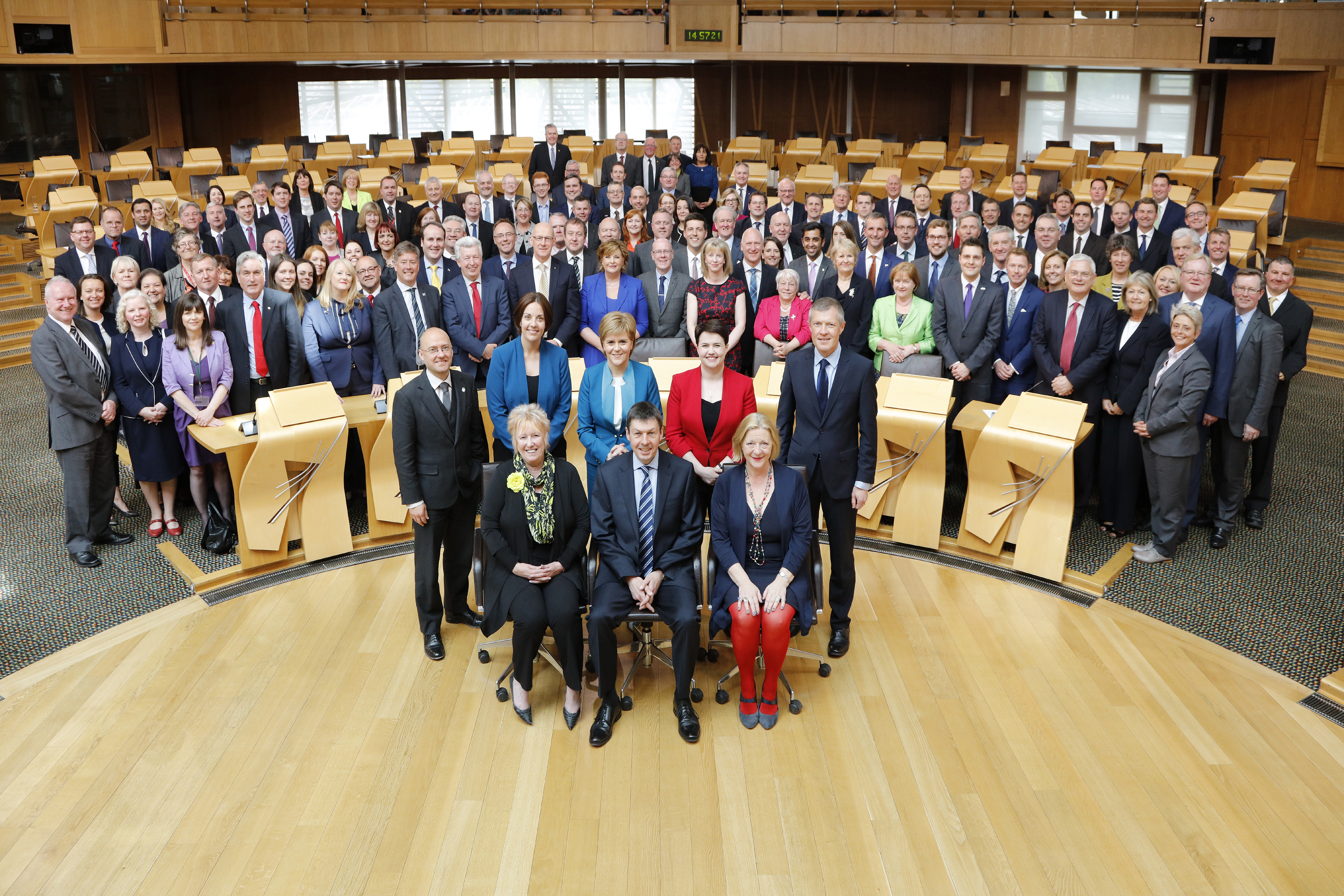
Les membres élus du parlement.

| Parti                    | Parti                    | Mai 2016 | Mai 2021 |
| ------------------------ | ------------------------ | -------- | -------- |
|                          | Parti national écossais  | 63       | 61       |
|                          | Parti conservateur       | 31       | 30       |
|                          | Parti travailliste       | 24       | 23       |
|                          | Parti vert               | 6        | 5        |
|                          | Libéraux-démocrates      | 5        | 5        |
|                          | Reform UK                | 0        | 1        |
|                          | Indépendants             | 0        | 3        |
|                          | Président du parlement   | 0        | 1        |
| Total                    | Total                    | 129      | 129      |
| Majorité gouvernementale | Majorité gouvernementale | -3       | -6       |

## Taux de féminisation
Il y a 45 députées sur 129 soit 35 % de femmes. En 2011, autant de femmes avaient été élus. 

## Gouvernement successifs
| Gouvernement | Dates (Durée)                               | Parti(s) | Premier ministre | Premier ministre | Vice-premier ministre | Vice-premier ministre |
| ------------ | ------------------------------------------- | -------- | ---------------- | ---------------- | --------------------- | --------------------- |
| Sturgeon II  | 17 mai 2016 – 18 mai 2021 (5 ans et 1 jour) | SNP      |                  | Nicola Sturgeon  |                       | John Swinney          |

## Comités
| Comité                                                                          | Coordinateur        | Parti | Parti        |
| ------------------------------------------------------------------------------- | ------------------- | ----- | ------------ |
| Culture, tourisme, Europe et relations extérieures                              | Joan McAlpine       |       | SNP          |
| Pouvoirs délégués et réforme du droit                                           | John Scott (2016-?) |       | Conservateur |
| Pouvoirs délégués et réforme du droit                                           | Vacant              |       |              |
| Économie, emplois et travail équitable                                          | Gordon Lindhurst    |       | Conservateur |
| Facture des fonds des veuves des boulangers d’Édimbourg (crée le 19/04/2017)    | Tom Arthur          |       | SNP          |
| Éducation et compétences                                                        | James Dornan        |       | SNP          |
| Environnement, changement climatique et réforme agréaire                        | Graeme Dey          |       | SNP          |
| Égalités et droits de l'homme                                                   | Christina McKelvie  |       | SNP          |
| Finances et constitution                                                        | Bruce Crawford      |       | SNP          |
| Santé et sport                                                                  | Neil Findlay        |       | Travailliste |
| Justice                                                                         | Margaret Mitchell   |       | Conservateur |
| Sous-comité de la Justice sur la police                                         | Mary Fee            |       | Travailliste |
| Gouvernement local et communautés                                               | Bob Doris           |       | SNP          |
| Commission de la loi Pow of Inchaffray Drainage (crée le 19/04/2017)            | Tom Arthur          |       | SNP          |
| Vérification publique et comité de contrôle post-législatif                     | Jenny Marra         |       | Travailliste |
| Pétitions publiques                                                             | Johann Lamont       |       | Travailliste |
| Économie rurale et connectivité                                                 | Edward Mountain     |       | Conservateur |
| Sécurité sociale                                                                | Sandra White        |       | SNP          |
| Normes, procédures et nominations publiques                                     | Clare Adamson       |       | SNP          |
| Écrivains à l'amendement du fonds de rente des dépendants (crée le 18 mai 2017) | Aucun               | Aucun | Aucun        |